# Fábio Coentrão
Fábio Alexandre da Silva Coentrão, född 11 mars 1988 i Vila do Conde, är en portugisisk före detta fotbollsspelare.

## Klubblagskarriär

### Real Madrid
Den 5 juli 2011 värvades Coentrão av Real Madrid och skrev på ett sexårskontrakt värt €30 miljoner, 272 miljoner svenska kronor. Benfica fick även Ezequiel Garay som en del i affären. 

## Landslagskarriär
Coentrão debuterade i det portugisiska landslaget 2009 och spelade lagets samtliga fyra matcher i VM 2010.

## Meriter

### Real Madrid
- La Liga: 2011/2012, 2016/2017
- UEFA Champions League: 2013/2014, 2016/2017
- Spanska cupen: 2013/2014
- Spanska supercupen: 2012
- UEFA Super Cup: 2014, 2016
- VM för klubblag: 2014